# Vraucourt
Vraucourt is een plaats in de Franse gemeente Vaulx-Vraucourt in het departement Pas-de-Calais. De dorpskern is vergroeid met die van Vaulx. Vraucourt vormt het noordelijk deel.

## Geschiedenis
Oude vermeldingen van de plaats gaan terug tot de 13de eeuw als Everaldi Curtis en Evraucourt. De kerk van Vraucourt was een hulpkerk van die van Vaulx.
Op het eind van het ancien régime werd Vraucourt een gemeente. In 1821 werd de gemeente Vraucourt (op dat moment 371 inwoners) samengevoegd met buurgemeente Vaulx (1167 inwoners) in de gemeente Vaulx-Vraucourt.

## Bezienswaardigheden
- De Église Saint-Omer, ook wel Chapelle Saint-Omer
- Nabij het dorp bevindt zich een Britse militaire begraafplaats, Vraucourt Copse Cemetery.